# Waynesboro (Virginie)
Pour les articles homonymes, voir Waynesboro.
Waynesboro, est une ville indépendante du Commonwealth de Virginie aux États-Unis, fondée en 1798. Sa population était de 19 520 habitants lors du recensement de 2000. Elle est située dans le comté d'Augusta et dans la vallée de Shenandoah, à proximité d'importants lieux historiques de la guerre de Sécession et du Shenandoah National Park. Le 2 mars 1865, elle fut le théâtre de la Bataille de Waynesboro, dernier affrontement opposant l'armée du lieutenant-général confédéré Jubal Anderson Early et celle du général de l'Union Philip Sheridan. La ville de Waynesboro fut probablement nommée en hommage au général Anthony Wayne.